# جاسون مکنتری
جاسون مکنتری (انگلیسی: Jason MacIntyre; ۲۰ سپتامبر ۱۹۷۳ – ۱۵ ژانویهٔ ۲۰۰۸) دوچرخه‌سوار اهل بریتانیا بود.